# Condado de Serramagna
El condado de Serramagna es un título nobiliario español creado el 29 de noviembre de 1617 por el rey Felipe III a favor de Antonio Brondo y Ruescas, que posteriormente fue I marqués de Villasidro.
La denominación original fue "contea di Serramanna", así como el marquesado de Villasidro fue "marchesato di Villacidro".
Su denominación hace referencia al municipio italiano de Serramanna en la región de Cerdeña.
El título fue rehabilitado en 1907, por el rey Alfonso XIII a favor de Carlos Crespí de Valldaura y Fortuny, que se convirtió en el noveno conde de Serramagna.

## Condes de Serramagna
|                                 | Titular                                            | Periodo                 |
| Creación por Felipe III         | Creación por Felipe III                            | Creación por Felipe III |
| ------------------------------- | -------------------------------------------------- | ----------------------- |
| I                               | Antonio Brondo y Ruescas                           | 1617-1630               |
| II                              | Francisco Brondo y Guelves                         | 1631-1646               |
| III                             | Félix Antonio Brondo y Castellví                   | 1646-1667               |
| IV                              | María Luisa Brondo Castellví y Crespí de Valldaura | 1667-1730               |
| V                               | Cristóbal Crespí de Valldaura y Brondo             | 1730-1733               |
| VI                              | José Crespí de Valldaura y Hurtado de Mendoza      | 1733-1752               |
| VII                             | Cristóbal Crespí de Valdaura y Hurtado de Mendoza  | 1752-1778               |
| VIII                            | Joaquín Crespí de Valdaura y Lesquinas             | 1778-1814               |
| Rehabilitación por Alfonso XIII |                                                    |                         |
| IX                              | Carlos Crespí de Valldaura y Fortuny               | 1907-1923               |
| X                               | Mariano Crespí de Valldaura y Cavero               | 1926-1968               |
| XI                              | Gonzalo Crespí de Valldaura y Bosch-Labrús         | 1970-1983               |
| XII                             | Luis Crespí de Valldaura y Cardenal                | 1983-actual titular     |

## Historia de los condes de Serramagna
- Antonio Brondo y Ruescas, I conde de Serramagna,[1] I marqués de Villasidro. Era hijo de Tomás Brondo y Orrú, señor de Serramanna y de Villacidro y de su esposa Catalina de Ruescas.

Casó en primeras nupcias con Francisca Zapata y Zapata. Contrajo un segundo matrimonio con Elena Guelves y Zúñiga. Le sucedió, de su segundo matrimonio, su hijo:
- Francisco Brondo y Guelves (1615-1646), II conde de Serramagna, II marqués de Villasidro.

Casó con Faustina de Castellví y Deyar. Le sucedió su hijo:
- Félix Antonio Brondo y de Castellví (1636-1667), III conde de Serramagna, III marqués de Villasidro, III marqués de las Palmas.

Casó con Juana Crespí de Valldaura y Calatayud, hija del Vicecanciller de la Corona de Aragón, Cristóbal Crespí de Valldaura y Borja (San Mateo, Valencia 18 de diciembre de 1599-Madrid, 22 de febrero de 1871) y de Vicenta Calatayud (?-1649). Le sucedió su hija:
- María Luisa Brondo Castellví y Crespí de Valldaura (Madrid, 19 de agosto de 1654-25 de mayo de 1730), IV condesa de Serramagna,[2] VI condesa de Castrillo,[3] IV marquesa de Villasidro, recibió los derechos sobre Castrillo y Las Palmas a través de su sangre Avellaneda materna.

Casó en la iglesia de la Santa Cruz de Madrid el 19 de marzo de 1670 con José Salvador Crespí de Valldaura y Ferrer II conde de Sumacárcer y comendador en la Orden de Montesa.  Le sucedió su hijo:
- Cristóbal Crespí de Valldaura y Brondo (m. 4 de marzo de 1733), V conde de Serramagna,[2] VII conde de Castrillo,[5] V marqués de Villasidro,[2] III marqués de las Palmas,[2] III conde de Sumacárcer[2] y IX varón de la Joyosa-Guarda.[2]

Casó con Josefa Hurtado de Mendoza y Trelles X condesa de Orgaz. Le sucedió su hijo:
- José Crespí de Valldaura y Hurtado de Mendoza (Valencia, 23 de septiembre de 1698-Alcudia de Crespíns 26 de febrero de 1752) VI conde de Serramagna,[2] VIII conde de Castrillo,[2][5] XI conde de Orgaz,[6] IV conde de Sumacárcer,[2]  VI marqués de Villasidro,[2] IV marqués de las Palmas[2] y X barón de la Joyosa-Guarda.[2]

Casó con María Vicenta Arias Dávila y Borja.  Murió sin descendencia y le sucedió su hermano:
- Cristóbal Crespí de Valldaura y Hurtado de Mendoza (Valencia, 7 de enero de 1706-2 de junio de 1778), VII conde de Serramagna,[2] IX conde de Castrillo,[7] XII conde de Orgaz,[8] V conde de Sumacárcer,[2] VII marqués de Villasidro,[2] V marqués de las Palmas,[2] XI barón de la Joyosa-Guarda[2] y XV barón de Callosa.[2]

Casó el 28 de septiembre de 1752, con María de la Portería Lesquina y Gasca (Valladolid, 9 de junio de 1737-¿?), V marquesa de la Vega de Boecillo, vizcondesa de Laguna. Le sucedió su hijo:
- Joaquín Pascual Crespí de Valldaura y Lesquina (Valencia, 25 de febrero de 1768-Valencia 22 de julio de 1814), VIII conde de Serramagna,[2] X conde de Castrillo,[7] XIII conde de Orgaz,[8] VI conde de Sumacárcer,[2] VI marqués de la Vega de Boecillom VIII marqués de Villasidro,[2] VI marqués de las Palmas,[2] IV marqués de la Vega de Boecillo, XII barón de la Joyosa-Guarda y XVI barón de Callosa.[2]

Contrajo matrimonio en Madrid, el 9 de septiembre de 1788, con Francisca Carvajal Lancáster y Gonzaga Caracciolo (Madrid, 11 de diciembre de 1769-Madrid, 27 de noviembre de 1814). Le sucedió su nieto, hijo de Agustín Crespí de Valldaura y Caro, XIII conde de Castrillo, XVI conde de Orgaz y IX conde de Sumacárcer, y de su esposa Margarita de Fortuny y Veri.
- Carlos Crespí de Valldaura y Fortuny (Vevey, 10 de agosto de 1870-Burgos, 1 de octubre de 1923), IX conde de Serramagna.[11][9]

Casó con Caritina de Liniers y Muguiro (1883-1985). Sin descendencia. Le sucedió, en 1926, su sobrino, hijo de su hermano Esteban Crespí de Valldaura y Fortuny,  XI conde de Sumacárcer, XVI conde de Castrillo, XVI conde de Orgaz, que había casado con María del Pilar Cavero y Alcibar-Jaúregui, condesa de Sobradiel, baronesa de Castellví de Rosanes, por tanto su sobrino:
- Mariano Crespí de Valldaura y Cavero (Madrid, 2 de noviembre de 1903-Madrid 11 de setiembre de 1967), X conde de Serramagna,[11][13] XV barón de Callosa. Murió soltero, sin descendencia. Le sucedió un hijo de su hermano Esteban Crespí de Valldaura y Cavero, IX marqués de Villasidro,[10] XVI conde de Castrillo,[10] XIX  conde de Orgaz,[8] XII conde de Sumacárcer, barón de Castellví, que había casado con María Josefa Bosch-Labrús y López-Guijarro,[8] por tanto su sobrino:

- Gonzalo Crespí de Valldaura y Bosch-Labrús (Madrid, 25 de marzo de 1936-Madrid, 25 de febrero de 2022),[14] XI conde de Serramagna,[10][15] XVII conde de Castrillo,[12][16] XX conde de Orgaz, XIII conde de Sumacárcer,  X marqués de Villasidro,[2]  XII marqués de Vega de Boecillo (rehabilitado en 1968),[2]  XVIII barón de Callosa,[2] y barón de la Joyosa-Guarda. Fue el fundador de la ONG Ayuda en Acción, presidente de la asamblea española de la Orden de Malta, historiador y presidente de la Asociación Internacional de Bibliófilos y de la Fundación de Amigos de la Biblioteca Nacional de España.[17] Le sucedió por distribución entre sus hijos efectuada en 1983 su hijo:

- Luis Crespí de Valldaura y Cardenal (n. Barcelona, 22 de octubre de 1964), XII conde de Serramagna.[11][18]

Casó, en 17 de junio de 1995, con Teresa Boter y Cavestany.